# Кушаро
Кушаро (яп. 屈斜路湖, Kussharo-ko) — кратерне озеро, розташоване в Національному парку Акан, східне Хоккайдо, Японія. Як і в багатьох географічних назвах в Хоккайдо, назва походить від мови Айну. Це найбільше кратерне озеро Японії за площею поверхні, і шосте найбільше озеро Японії загалом. Це також найбільше озеро Японії, яке повністю замерзає зимою. Іноді в англомовних джерелах також використовується назва "Кучаро" (Kutcharo).

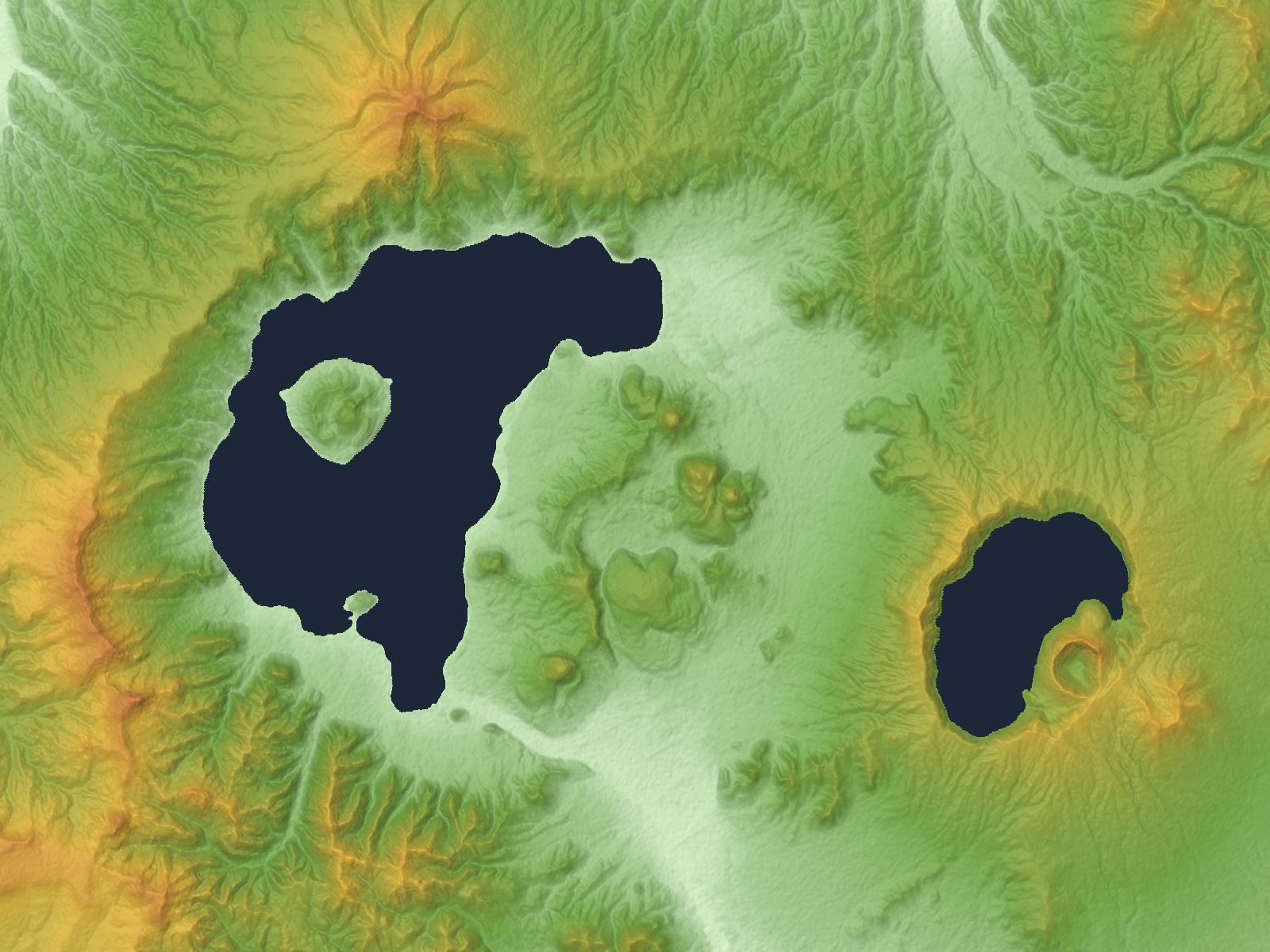
Рельєфна карта кальдери Кушаро (ліворуч) і кальдери Машу (праворуч)

Центральний острів озера, Накадзіма (не плутати з іншим однойменним островом в озері Тоя ), є стратовулканом . Це також найбільший рекурсивний острів Японії. Вулканічні гази роблять воду в озері кислою, і в ній живе мало риби, за винятком тих ділянок, де воду розбавляють притоки. Райдужна форел, стійка до досить кислої води, була штучно інтродукована. У 1951 році була виявлена рідкісна форма цикади (Hyalessa maculaticollis), яка зараз перебуває під охороною держави. Озеро також знаходиться на міграційному шляху лебідів-кликунів.
Уздовж берега озера є кілька відкритих гарячих джерел і піщаний пляж з природним нагріванням піску і гарячими підземними водами. Півострів Вакото, що вдається в озеро, має низку активних сірчаних джерел.

## Галерея

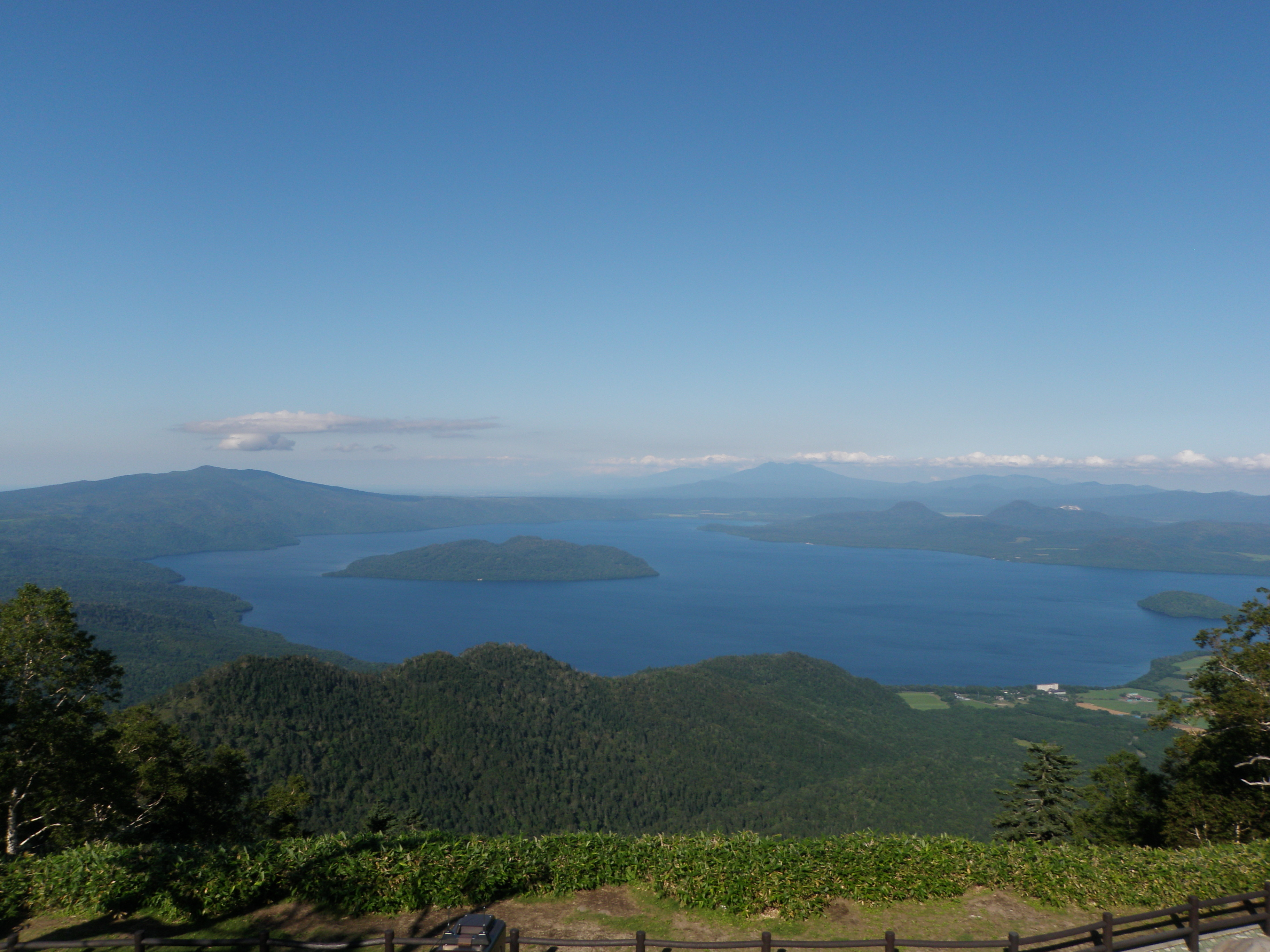
Вид з гірського перевалуЦубецу
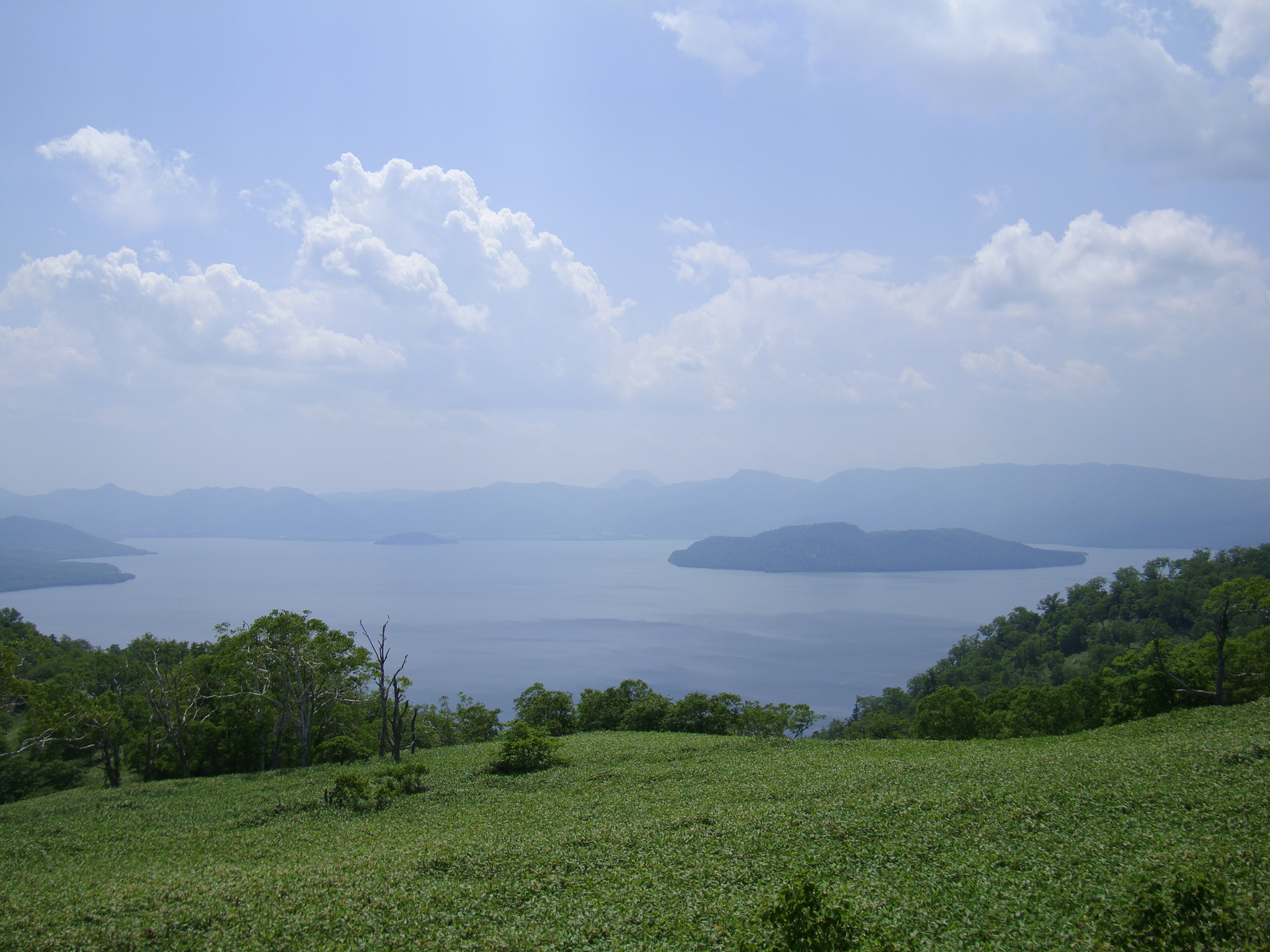
Вид з парку Маунт Мокото Проспектс
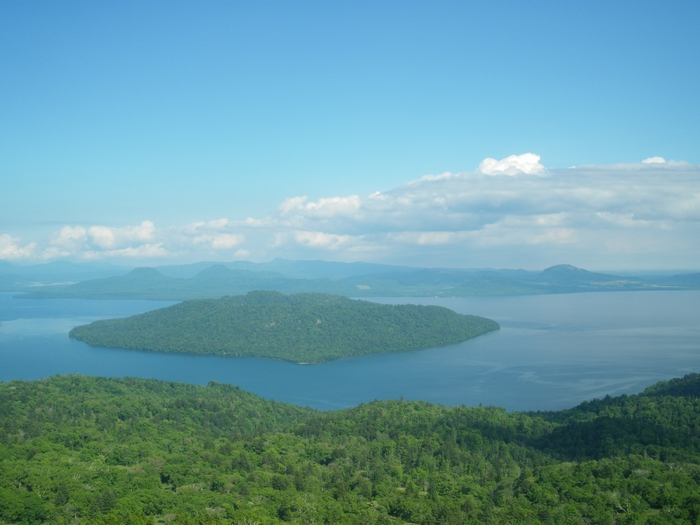
Острів Накадзіма (Лавовий купол)
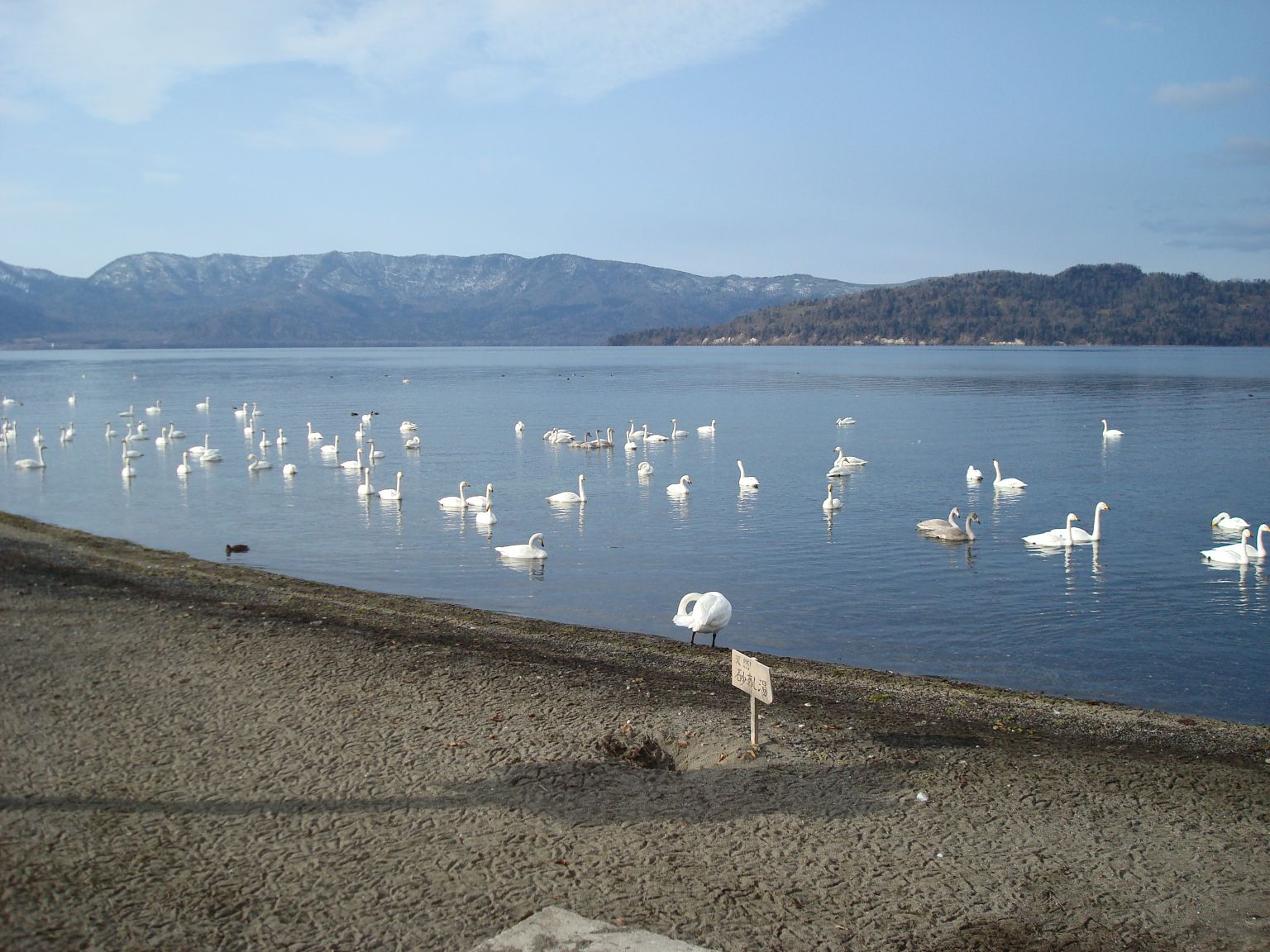
Лебеді-кликуни на озері Кушаро

## Дивись також
- Туризм в Японії
- Озера Японії